# Paul Aler
Paul Aler (* 9. November 1656 in Sankt Vith; † 2. Mai 1727 in Düren) war Jesuit, Philologe und Dichter aus Luxemburg.
Paul Aler trat 1676 dem Jesuitenorden bei und wurde Lehrer am Kölner Collegium Tricoronatum. Ab 1713 war er Professor für Philosophie und Moraltheologie an der Universität Trier. Er schrieb einen Gradus ad Parnassum sowie mehr als dreizehn neulateinische Dramen mit musikalischen Abschnitten. Sie wurden an den deutschen Bühnen der Gesellschaft Jesu in Aachen, Trier und Köln aufgeführt.

## Werke
- Poesis varia, diverso tempore variis opusculis edita.Mucher, Coloniae 1702. Digitalisierte Ausgabe der Staatlichen Bibliothek Regensburg
- Ansberta Sive Amor Conjugalis: Tragoedia / Authore P. Pavlo Aler. - Editio Secunda, Priore emendatior. - Coloniae: Aldenkirchen, 1711. Digitalisierte Ausgabe der Universitäts- und Landesbibliothek Düsseldorf